# 卡拉拉國家公園

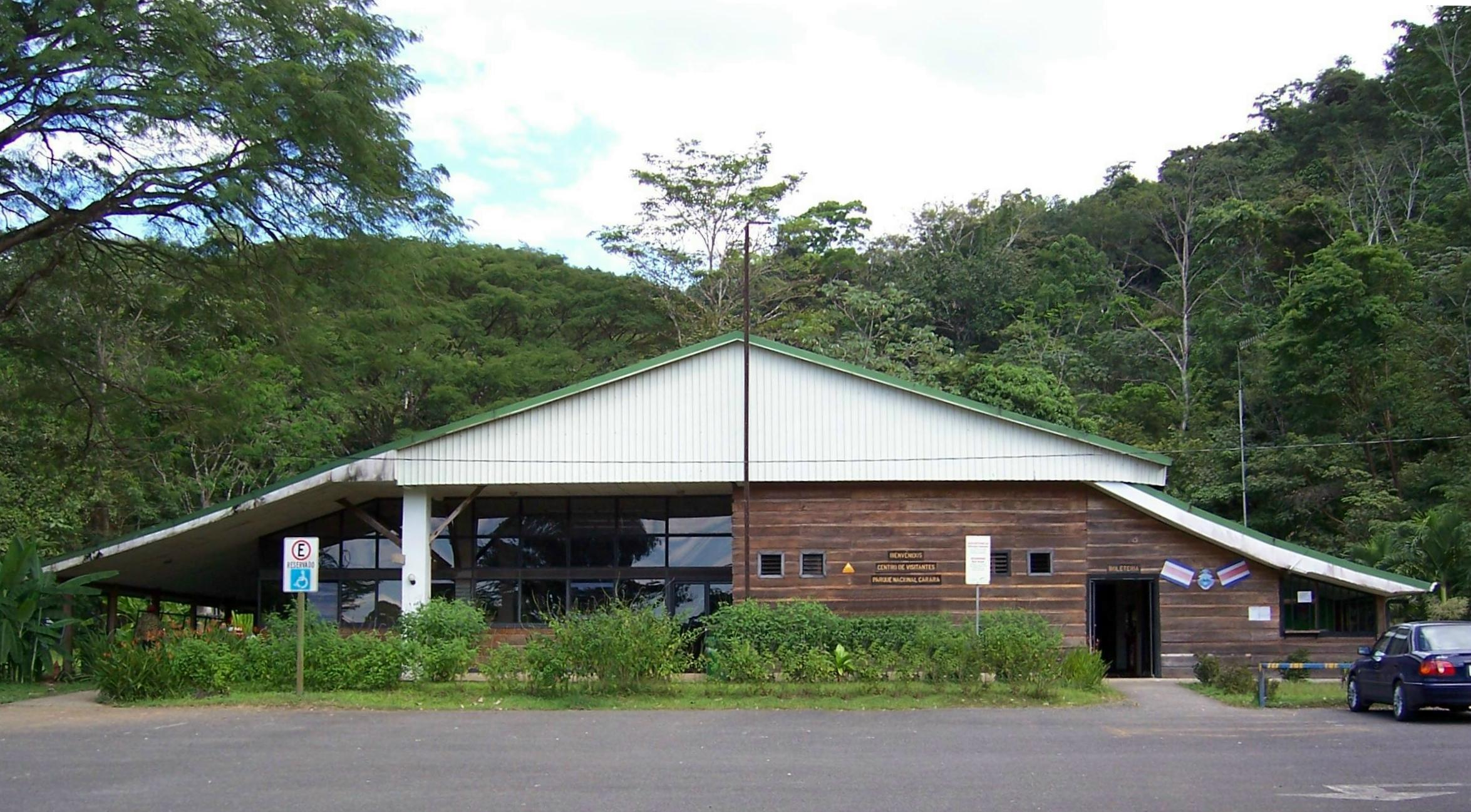

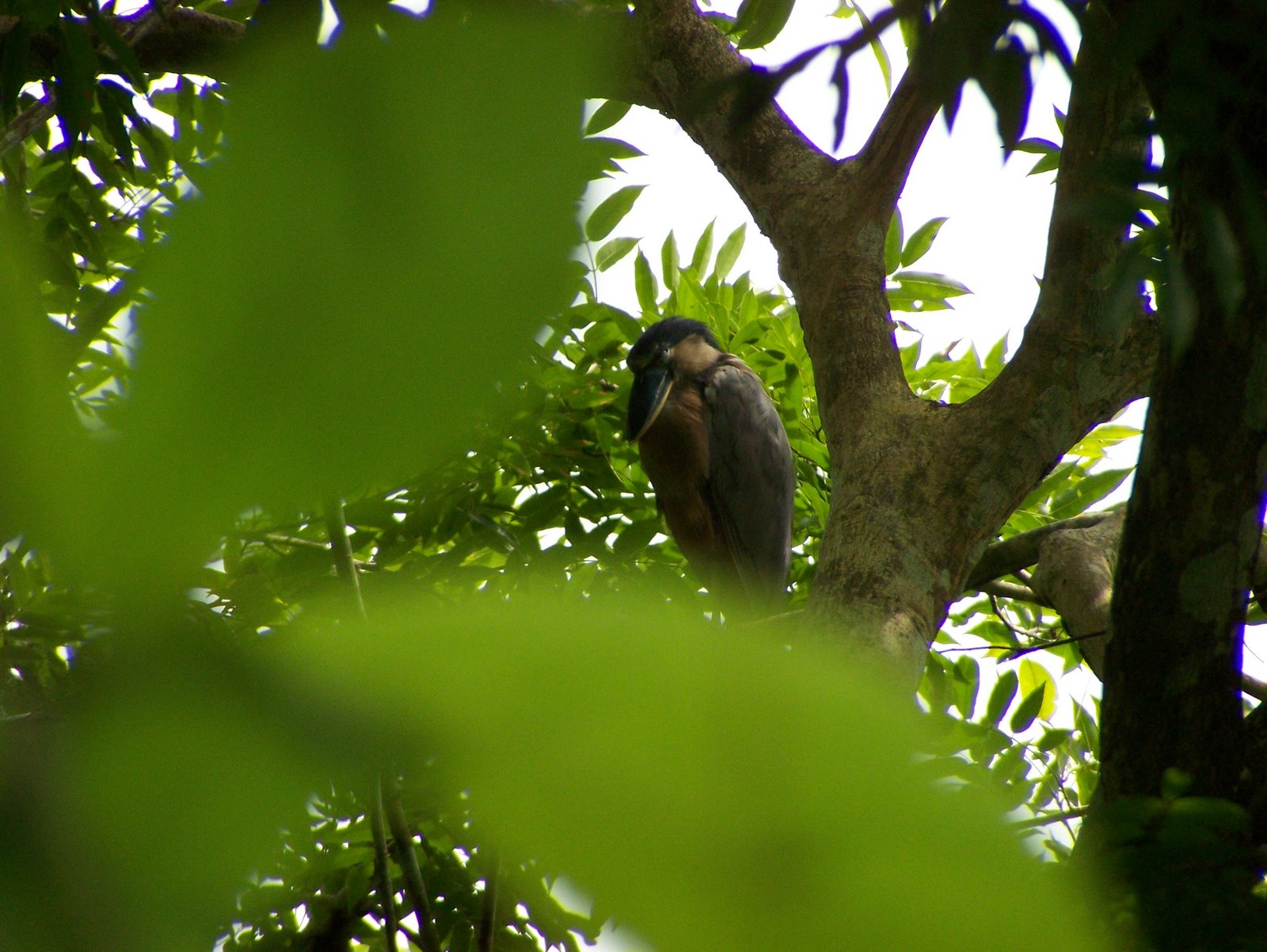

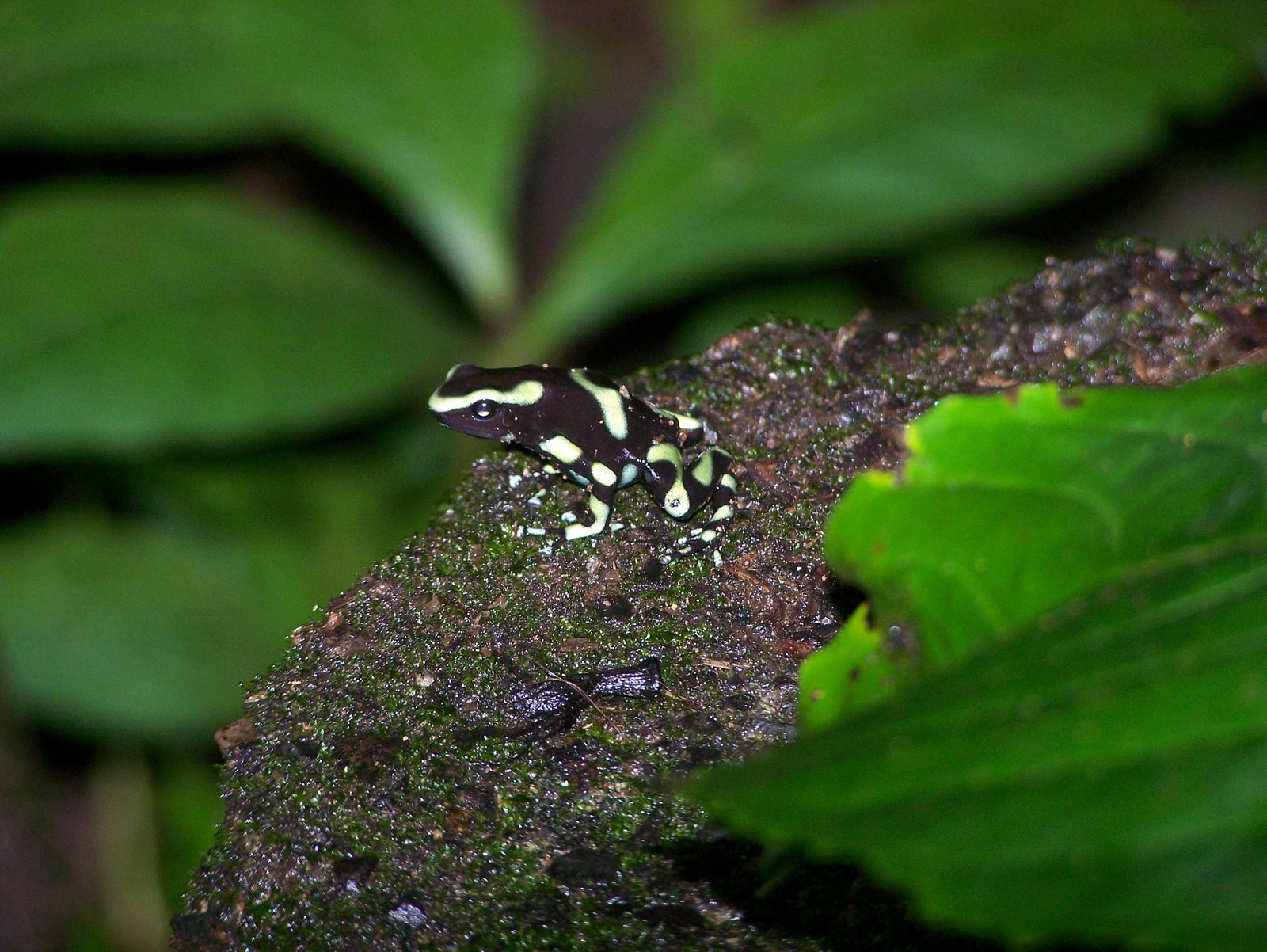

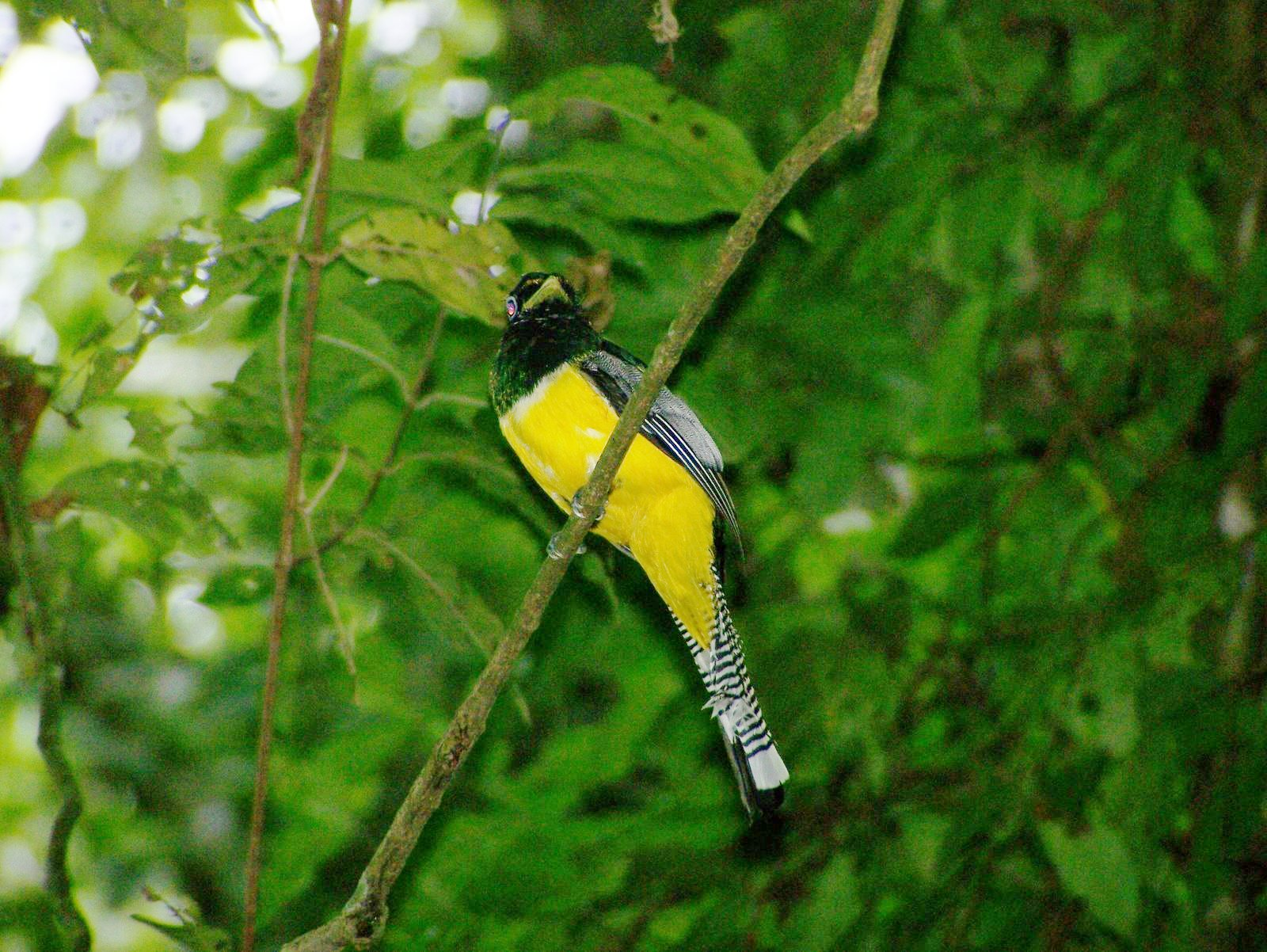

卡拉拉國家公園是哥斯達黎加的國家公園，位於該國西部太平洋沿岸，由蓬塔雷納斯省負責管轄，面積52平方公里，成立於1978年4月27日。

## 外部連結
- Carara National Park （页面存档备份，存于） at Costa Rica National Parks